# Mazraeh-ye Ramazan Zary va Shorka
Mazraeh-ye Ramazan Zary va Shorka (em persa: مزرعه رمضان زارع وشركا, também romanizada como Mazra‘eh-ye Ramaẕān Zāry va Shorkā) é uma aldeia do distrito rural de Faragheh, no condado de Abarkuh, na província de Yazd, Irã.